# Свети Атанасий (Големо Църско)
Вижте пояснителната страница за други значения на Свети Атанасий.
„Свети Атанасий“ (на македонска литературна норма: „Свети Атанасиј“) е възрожденска църква в кичевското село Големо Църско, Република Македония. Църквата е част от Кичевското архиерейско наместничество на Дебърско-Кичевската епархия на Македонската православна църква – Охридска архиепископия.
Църквата е разположена в центъра на селото. В нея има икона от 1828 година на Архангел Михаил, дело на зографа Димитър от Самарина.